# LabPlot
LabPlot è un software libero per l'analisi e la visualizzazione scritto per KDE.  LabPlot è simile a Origin ed è in grado d'importare i file di Origin.
LabPlot è distribuito sotto licenza GNU General Public License.

## Storia
Secondo il suo sviluppatore principale, Stefan Gerlach, Labplot è stato sviluppato a casa su Linux utilizzando Kdevelop un ambiente di sviluppo integrato IDE per il desktop KDE.

## Caratteristiche
Il codice usa le librerie Qt per l'interfaccia grafica. È integrato con il desktop KDE desktop e supporta le funzionalità di trascinamento e rilascio (drag and drop) con le altre applicazioni KDE. Il manuale è scritto nel formato KDE e conforme a gli standard del Khelpcenter. LabPlot supporta il linguaggio di scripting Qt Script for Applications (QSA). I grafici 2D e 3D possono essere presentati in un foglio di lavoro (worksheet),  anche leggendo i dati direttamente da un foglio di calcolo supportato da LabPlot. LabPlot possiede interfacce a varie librerie, come GSL per l'analisi dei dati, la Qwt3d per i grafici 3D utilizzando OpenGL, FFTW per la trasformata di Fourier veloce e supporta l'esportazione in oltre 80 formati d'imagine ed raw PostScript. Un'altra funzionalità chiave è il supporto per le etichette LaTeX e Rich Text, il data masking, i grafici multipli nello stesso foglio di lavoro, grafici a torta, grafici a barre/istogrammi, interpolazioni, lisciamento dei dati smoothing, fit, e fit non lineari, regressione, deconvoluzione, trasformata integrale, ed altre (vedi la pagina degli sviluppatori per più dettagli). I grafici possono essere prodotti ad una qualità adatta alla pubblicazione. L'interfaccia è tradotta in differenti lingue.